# Research Design and Standards Organisation
Das Eisenbahninstitut RDSO, von Research Design and Standards Organisation, ist eine Forschungseinrichtung des indischen Eisenbahnministeriums. Hauptaufgabe ist die Sicherheit und Interoperabilität des Schienenverkehrs in Indien zu stärken. Dazu arbeitet es mit dem Eisenbahnausschuss (Railway Board), den 17 Regionalgesellschaften (Zonal Railways), und den staatlichen Zulieferern (RITES, RailTel, Ircon International) zusammen.

## Geschichte
Noch in British India wurde ein Koordinierungsstelle gegründet, die die Standardisierung auf dem Subkontinent vorantreiben sollte. Die IRCA (von englisch Indian Railway Conference Association) wurde 1902 gegründet und ging 1930 in die CSO über (von englisch Central Standards Office). Allerdings war die tatsächliche Planung der Eisenbahninfrastruktur bis 1947 ausschließlich von ausländischen Herstellern getrieben, die ihre Standards mitbrachten. Erst nach der Unabhängigkeit wurde ein eigenes Test- und Forschungsinstitut gegründet, das RTRC von 1952 (von englisch Railway Testing and Research Centre), das in Lakhnau angesiedelt wurde. 1957 wurden dann beide Vorläufer, das CSO und das RTRC, im RDSO (von englisch Research Design and Standards Organisation) zusammengefasst, und erhielten einen neuen Standort in Manak Nagar von Lakhnau. 2003 wurde die Organisation von einer Dienststelle des Ministers (Attached Office) zu einer Regionalgesellschaft erhoben (Zonal Railway), um dem Institut mehr Einfluss im Eisenbahnausschuss zu verschaffen.